# Антихолинэстеразные средства
Антихолинэстеразные средства (от др.-греч. ἀντί — «против», χολή — «жёлчь» и эстераза — ферменты класса гидролаз) — группа лекарственных веществ, тормозящих активность холинэстеразы (фермента, расщепляющего ацетилхолин, вещество, передающее возбуждение в нервной системе).

## Описание
Механизм действия антихолинэстеразных средств заключается в усилении действия ацетилхолина на железы, сердце, нервные узлы, гладкую и скелетную мускулатуру. Имеет значение и прямое действие антихолинэстеразных средств на ткани. В зависимости от характера взаимодействия с холинэстеразой антихолинэстеразные средства принято делить на вещества обратимого и необратимого типа действия. К антихолинэстеразным средствам первой группы относят физостигмин, или эзерин, галантамин, прозерин и др.; к веществам второй группы — фосфакол, армин, пирофос, инсектициды (например, хлорофос, тиофос), а также некоторые боевые отравляющие вещества (табун, зарин, зоман, V-газы). Антихолинэстеразные средства усиливают сокращение гладкой мускулатуры глаз, бронхов, желудочно-кишечного тракта, жёлчных и мочевых путей, матки. Они увеличивают секрецию пищеварительных и потовых желёз, стимулируют вегетативную нервную систему, повышая тонус симпатического и парасимпатического нервов. При действии на глаза антихолинэстеразные средства вызывают резкое сужение зрачков, понижение внутриглазного давления и спазм аккомодации. Под влиянием антихолинэстеразных средств усиливается также сокращение поперечно-полосатых (скелетных) мышц.
Некоторые антихолинэстеразные средства (фосфакол, армин, пирофос, физостигмин) применяют в офтальмологии для снижения внутриглазного давления при лечении глаукомы, галантамин и эзерин — при лечении миастении, миопатии и других заболеваний, сопровождающихся ослаблением силы сокращений скелетной мускулатуры.
Армин и параоксон необратимо связывают холинэстеразу. Они высокоактивны, но и очень токсичны, что ограничивает их клиническое применение.
Антихолинэстеразные средства, применяемые как боевые отравляющие вещества, а также токсические дозы антихолинэстеразных средств, применяемых в медицинской практике, способны вызвать возбуждение центральной нервной системы, проявляющееся судорогами, после которых может наступить паралич. Если паралич распространяется на дыхательный центр, наступает смерть. Для лечения отравлений антихолинэстеразными средствами применяют атропин и другие препараты.